# Campo Santa Maria Formosa
Campo Santa Maria Formosa è un campo di Venezia, situato nel sestiere di Castello. 
È uno dei campi più grandi della città: a partire da esso (comprendendo nell'area anche l'adiacente campiello Querini) si dipartono un totale di nove calli e di undici ponti (di cui alcuni di semplice collegamento agli ingressi dei palazzi).
Il nome si deve alla presenza della chiesa di Santa Maria Formosa.

## Descrizione
L'area del campo è delimitata da tre rii (di Santa Maria Formosa, del Pestrin, del Mondo Novo); nello spazio interno a essi sorgono molti palazzi di rilevanza storico-architettonica, elencati di seguito, secondo l'ordine dispositivo in senso orario a partire dal lato nord-occidentale:
- Palazzo Priuli Ruzzini
- Palazzo Morosini del Pestrin (rivolto verso il rio del Pestrin)
- Palazzi Donà
- Casa Venier
- Palazzo Vitturi
- Palazzo Malipiero Trevisan
- Palazzo Querini Stampalia (rivolto verso Campiello Querini)

L'edificio di maggior rilievo è il grande edificio sacro dedicato a Santa Maria Formosa, ubicato nella parte sud-orientale del campo e circondato sul lato verso il canale da quelle che erano un tempo le scuole dei Frutarioli, dei Casselleri e dei Bombardieri.
All'interno di Campo Santa Maria Formosa, caratterizzato da una forma irregolare, ci sono anche due pozzi. 

## Galleria d'immagini

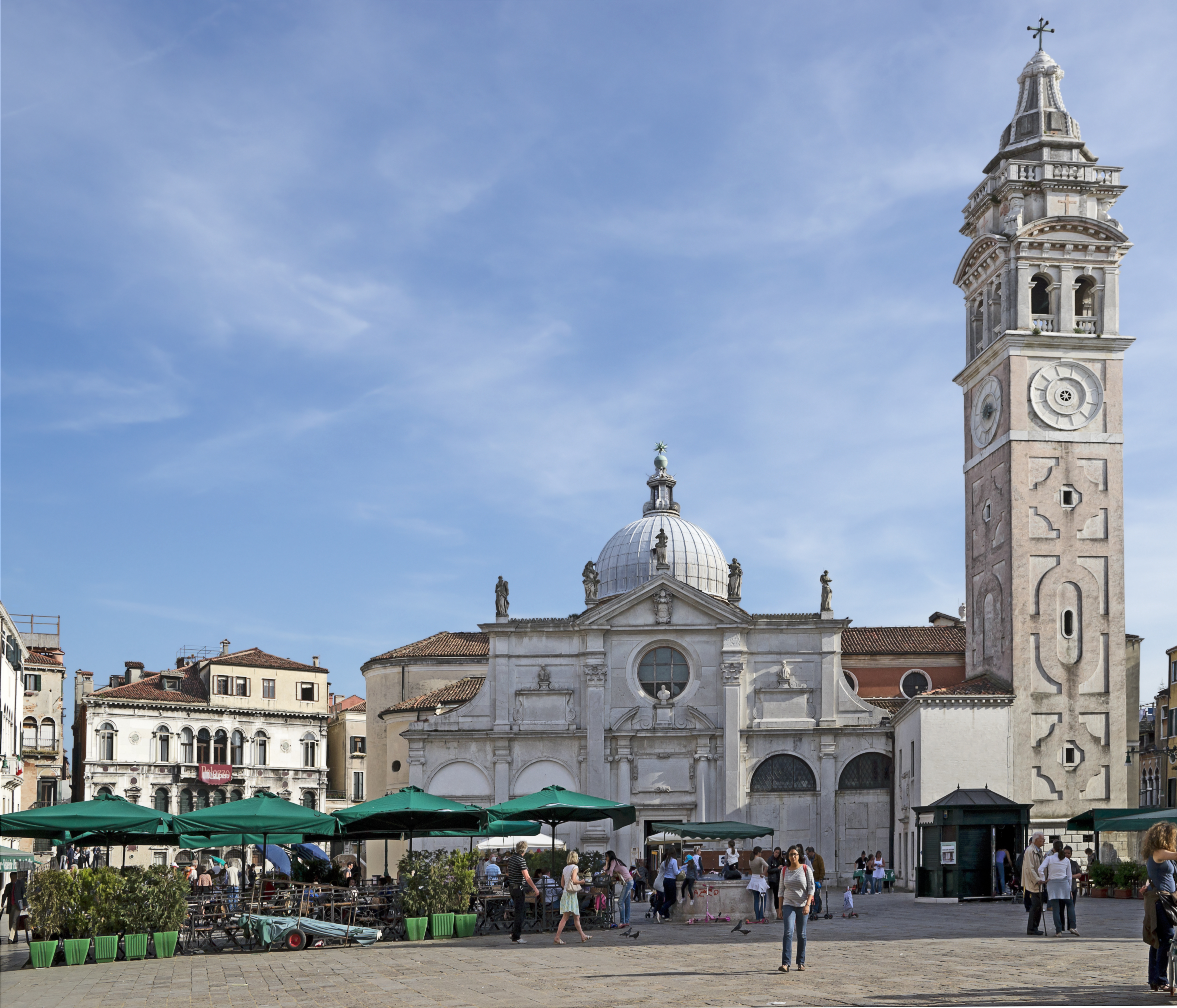
La facciata nord della chiesa
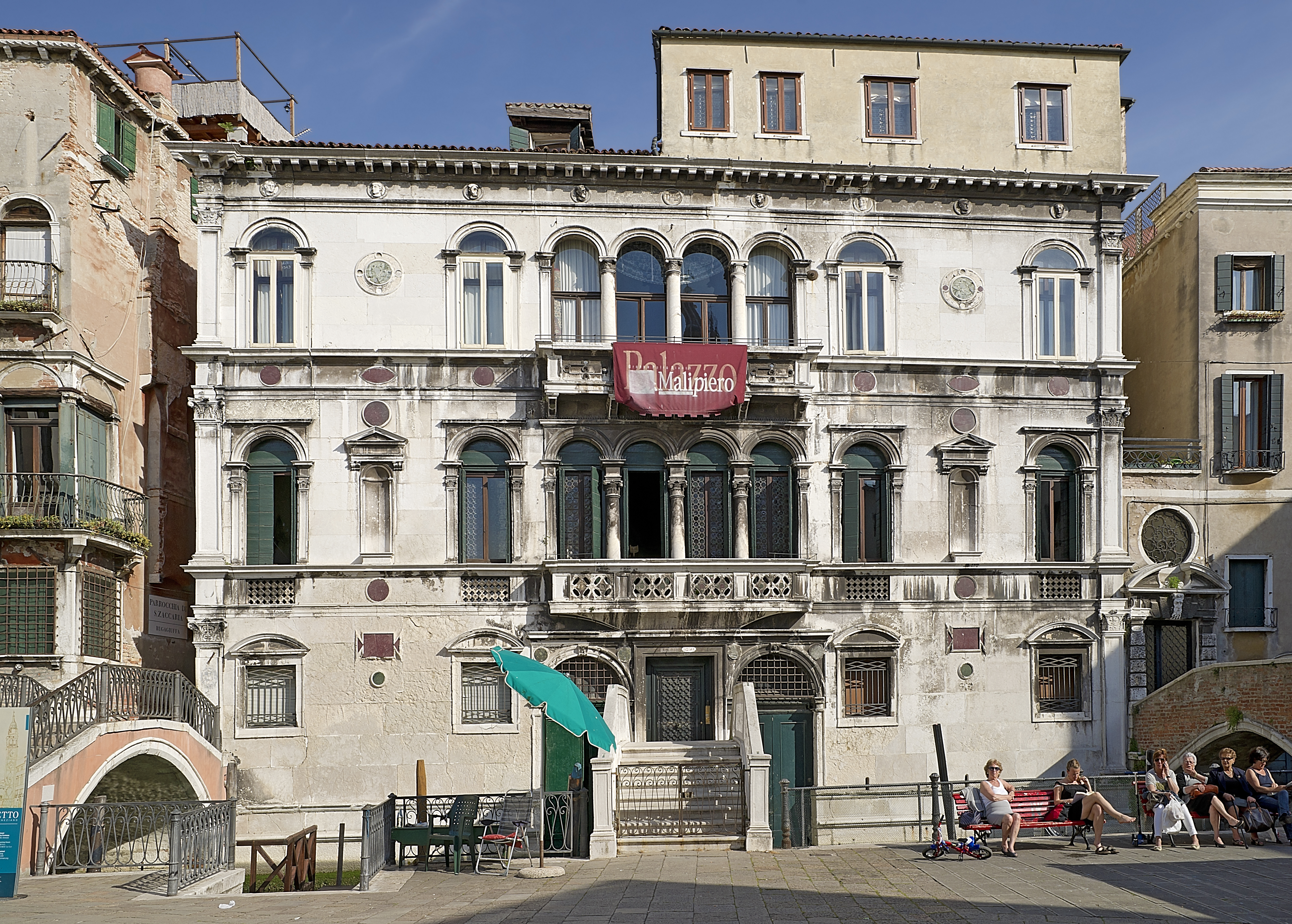
Palazzo Malipiero Trevisan
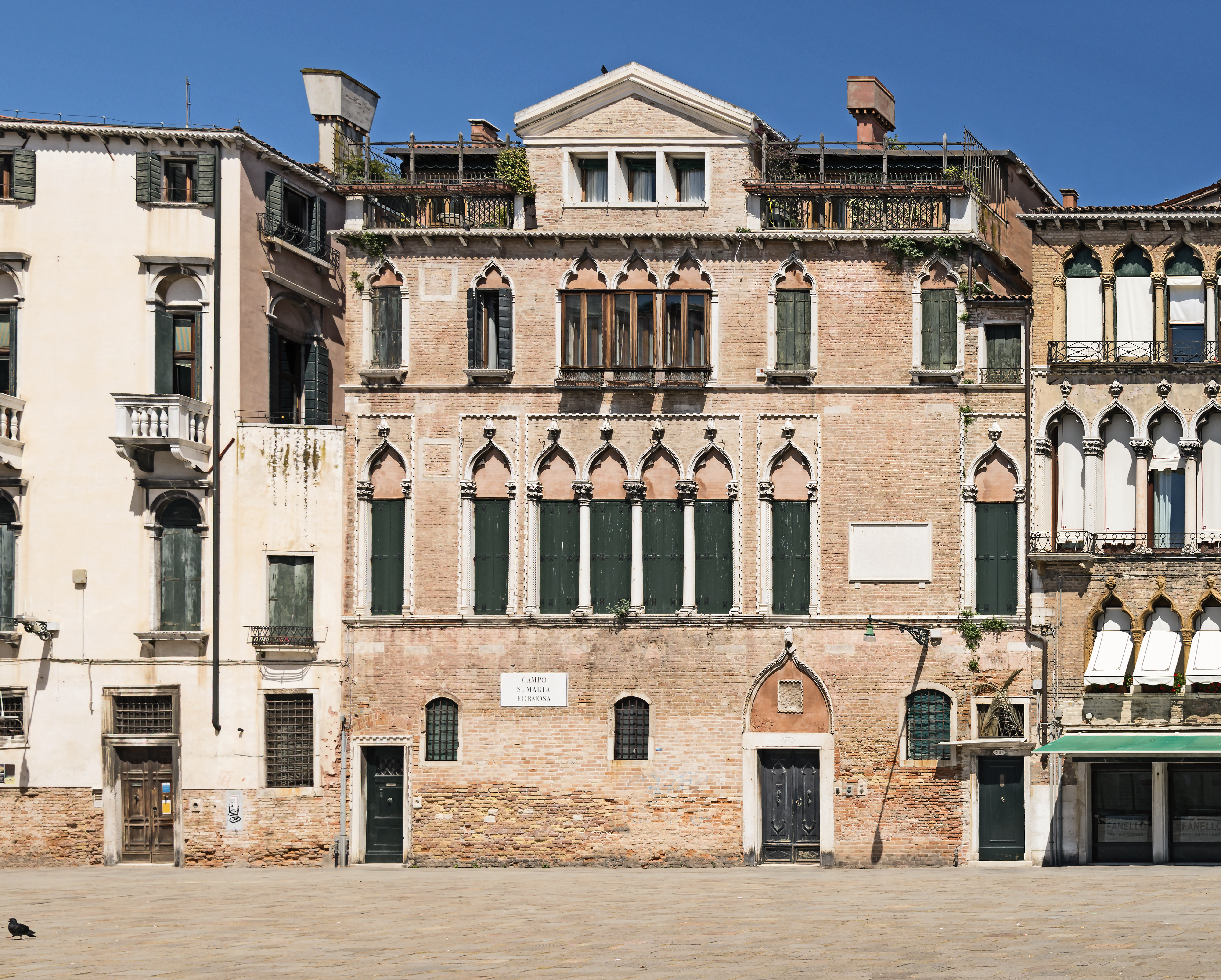
Palazzi Donà - Palazzo centrale
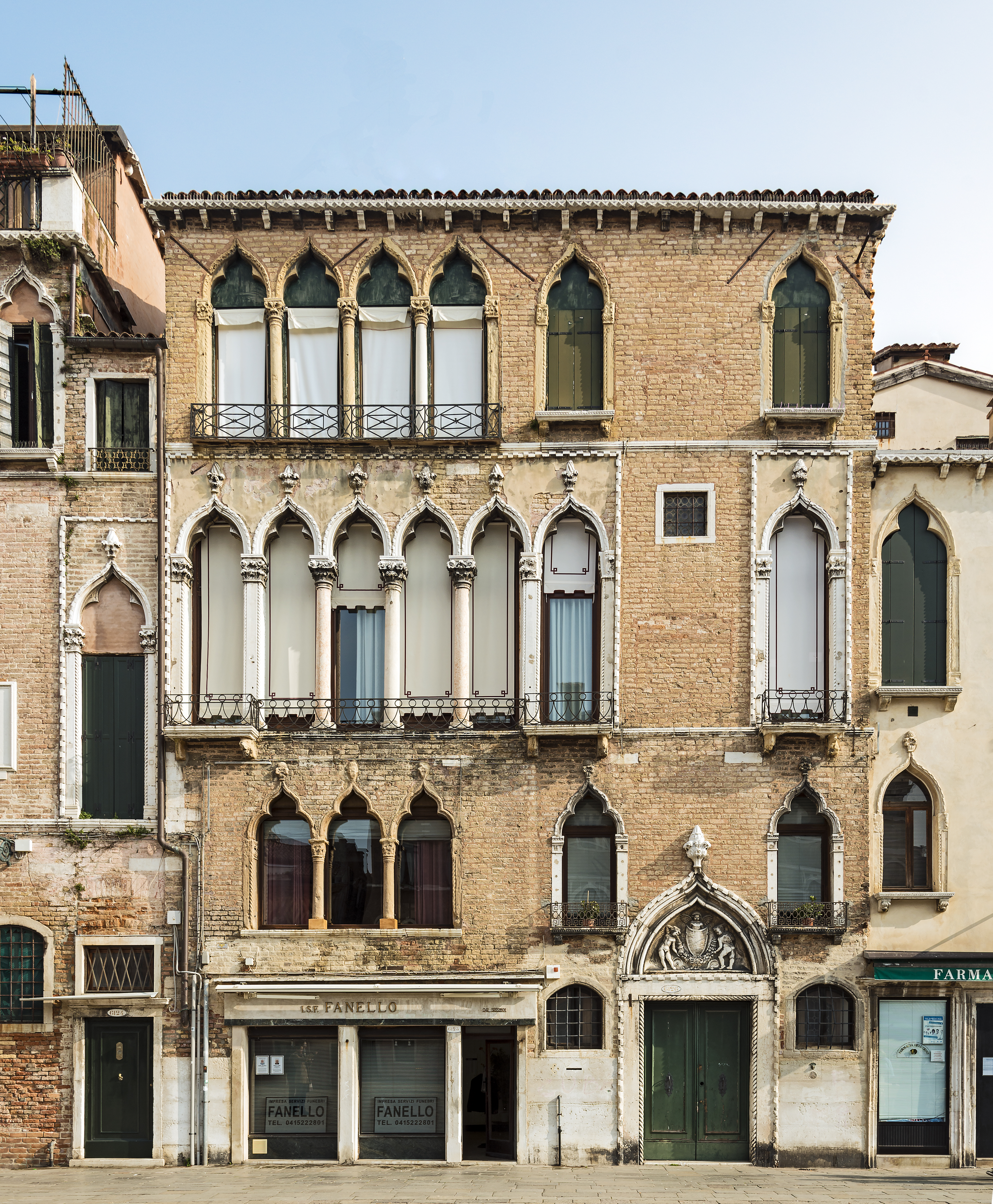
Particolare della facciata dei Palazzi Donà
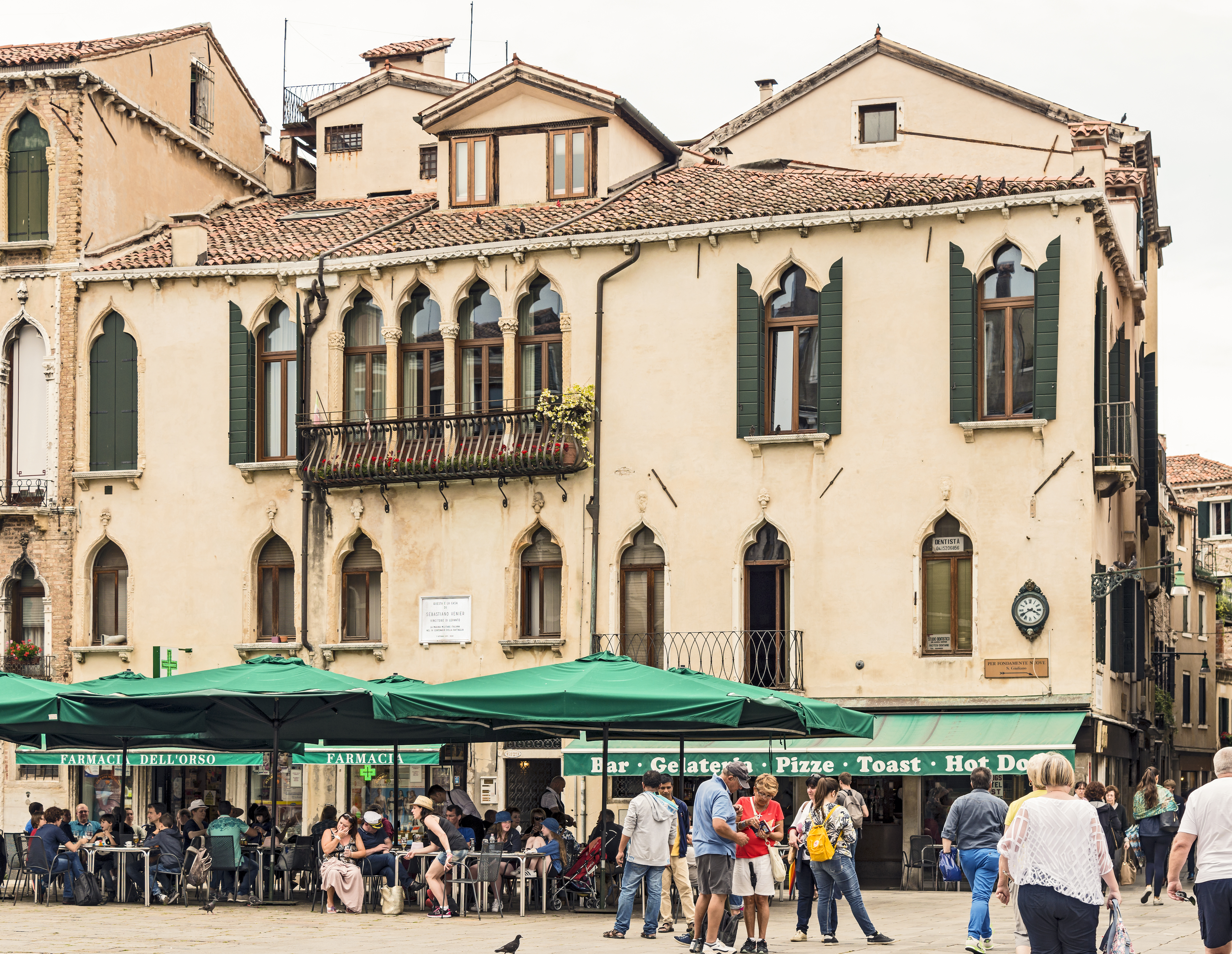
Casa di Sebastiano Venier